# Custer (Dél-Dakota)
Custer település az Amerikai Egyesült Államok Dél-Dakota államában, Custer megyében, melynek megyeszékhelye is. Lakosainak száma 1919 fő (2020. április 1.).

## Népesség
A település népességének változása:

| 2010 | 2 067 |
| 2020 | 1 919 |